# یواس‌اس ساموئل بی رابرتس (دی‌ای-۴۱۳)
یواس‌اس ساموئل بی رابرتس (دی‌ای-۴۱۳) (به انگلیسی: USS Samuel B. Roberts (DE-413)) معروف به «سَمی بی» یک ناو جنگی آمر یکایی به طول ۳۰۶ فوت (۹۳ متر) بود. این کشتی در سال ۱۹۴۴ ساخته شد و در خلال جنگ جهانی دوم در جریان نبرد سمر (Battle Off Samar) با ناوگان جنگی ژاپن در اکتبر ۱۹۴۴ در دریای فیلیپین غرق شد و در عمق ۶۸۹۵ متری دریا فرورفت.